# الشريط الذهبى (شبام)
'

تعديل مصدري - تعديل

الشريط الذهبي هي إحدى قرى عزلة شبام بمديرية شبام التابعة لمحافظة حضرموت، بلغ تعداد سكانها 938 نسمة حسب تعداد اليمن لعام 2004.